# 大正×対称アリス
『大正×対称アリス』（たいしょうアリス）は、Primulaより2015年に発売されたWindows用乙女ゲーム。プロトタイプが発売元となった家庭用ゲーム機向けバージョン『大正×対称アリス all in one』は、PlayStation Vita版が2016年6月2日に、Nintendo Switch版が2019年4月18日に発売された。
2017年4月21日に本作のファンディスク『大正×対称アリス HEADS & TAILS』がWindows向けに発売。同年12月7日にはPlayStation Vita版が、2020年10月29日にはNintendo Switch版がそれぞれプロトタイプより発売。

## 解説
性別の逆転した各童話の世界のヒロインとなり、その世界を元に戻しながらハッピーエンドを目指すアドベンチャーゲーム。
本作は対称をコンセプトに据えており、『鏡の国のアリス』がモチーフとなっている。
ゲームは序章から始まり、次に攻略キャラクターの集まる鏡の国へ進み、それから各キャラクターの物語に入る仕組みをとっている。

## ストーリー
ある日、少女は真っ暗闇の世界で目を覚ます。自分の名前すら思い出せず、途方に暮れていたところ、アリスと名乗る少年から「ありす」と呼ばれる。
二人は鏡を見つけて覗き込むと、その鏡の向こう側の世界に入ってしまった。
鏡の向こう側で、性別の逆転したおとぎ話の登場人物たちが、彼女を受け入れてくれた。

## 世界観
攻略キャラクターによって人間関係が異なる。太文字はその世界の攻略キャラクターである。
赤ずきん編
赤ずきん - 訳あって主人公を護ることになった刑事
オオカミ - 友人
猟師 - 主人公の通う学校の先生
アリス - ？
シンデレラ編
シンデレラ - 親が決定した婚約者
かぐや - 主人公を見守っている使用人
グレーテル - シンデレラの弟（末弟）
白雪 - シンデレラの弟（次男）
アリス - シンデレラが経営してる喫茶店の居候人
かぐや編
シンデレラ - 喫茶店の経営者
かぐや - 主人公に一目惚れする
白雪 - シンデレラの弟
アリス - 主人公の隣の部屋に住んでいる
魔法使い - 傍観者
グレーテル編
赤ずきん - グレーテルを心配している
グレーテル - 主人公の弟
オオカミ - 主人公の同級生で思いを寄せている、グレーテルの先輩
猟師 - 主人公の兄
アリス - ？
魔法使い - ？
白雪編
赤ずきん - 白雪を苦手視している
シンデレラ - 主人公の兄
かぐや - 主人公の兄
グレーテル - 主人公の弟
白雪 - 主人公のことが気になっている
アリス - ？
魔法使い - 傍観者
魔法使い編
赤ずきん - 婚約者
シンデレラ - 婚約者
かぐや - 婚約者
グレーテル - 義弟兼婚約者
白雪 - 婚約者
猟師 - 兄妹
魔法使い - 依頼されて婚約者の調査をしている
アリス - 傍観者
アリス編
赤ずきん - 恋人？
シンデレラ - 恋人？
かぐや - 恋人？
グレーテル - 恋人？
白雪 - 恋人？
猟師 - 主人公の兄
オオカミ - 主人公の友人
アリス - 主人公を助けた人

## 登場人物
有栖 百合花（ありす ゆりか）（名前変更可能）
声 - なし
年齢 : 17歳。 身長 : 164cm。体重 : 48kg。 誕生日 : 5月4日。趣味 : 料理・ゲーム(チェス等の頭脳競技)。
本作の主人公。『鏡の国のアリス』のアリスがモデルになっている。
キャラクターデザイナーのめろによる初期デザインは青を基調としたデザインだったが、シナリオライターの藤文の要望により、白を基調としたデザインに変更された経緯を持つ
シンデレラ
声 - 平川大輔
年齢 : 23歳。 身長 : 178cm。体重 : 63kg。 誕生日 : 6月1日。 趣味 : 買い物。
赤ずきん (あかずきん)
声 - 前野智昭
年齢 : 21歳。 身長 : 183cm。体重 : 70kg。 誕生日 : 2月14日。趣味 : 体を動かすこと。
かぐや
声 - 増田俊樹
年齢 : 20歳。 身長 : 177cm。体重 : 61kg。 誕生日 : 8月15日。 趣味 : 月見。
グレーテル
声 - 江口拓也
年齢 : 15歳。 身長 : 173cm。体重 : 57kg。 誕生日 : 10月31日。趣味 : お菓子作り(特に得意なのは砂糖菓子)。
白雪（しらゆき）
声 - 蒼井翔太
年齢 : 18歳。 身長 : 167cm。体重 : 50kg。 誕生日 : 12月25日。 趣味 : 読書。
魔法使い (まほうつかい)
声 - 羽多野渉
年齢 : ？歳。 身長 : 180cm。体重 : 64kg。 誕生日 : 4月30日。 趣味 : 物まね。
黒猫を連れた謎の青年。どの物語にも登場する。
アリス
声 - 松岡禎丞
年齢 : 17歳。 身長 : 162cm。体重 : 48kg。 誕生日 : 5月4日。趣味 : 特になし。
百合花が出会った少年。頭にリボンをしている。無気力にして周りへの関心が乏しく、それでいて爆弾発言の多い毒舌家。
百合花同様アリスをモデルとしつつも、彼女と対になるようなデザインが施されている。

### その他の人物
オオカミ
声 - 花江夏樹
年齢 : 17歳。 身長 : 166cm。体重 : 52kg。 誕生日 : 3月3日。趣味 : ナンパ。
猟師（りょうし）
声 - 橋詰知久
年齢 : 29歳。 身長 : 185cm。体重 : 72kg。 誕生日 : 3月14日。趣味 : クロスワードパズル。

## 主題歌
大正×対称アリス / 大正×対称アリス all in one
オープニングテーマ
some song i forgot (episode Ⅰ)
作詞 - 紺野比奈子 / 訳詞 - Jenya / 作曲・編曲 - 松本慎一郎 / 歌唱 - 綾野えいり
some song i forgot 〜 brillante pianoforte (episode Ⅱ)
作詞 - 紺野比奈子 / 訳詞 - Jenya / 作曲・編曲 - 松本慎一郎 / 歌唱 - 綾野えいり
some song i forgot 〜 appassionate E.G.ver.(episode Ⅲ)
作詞 - 紺野比奈子 / 訳詞 - Jenya / 作曲・編曲 - 松本慎一郎 / 歌唱 - 綾野えいり
some song i forgot 〜 carillon carino ver.  (epilogue)
作詞 - 紺野比奈子 / 訳詞 - Jenya / 作曲・編曲 - 松本慎一郎 / 歌唱 - 綾野えいり
エンディングテーマ
with all of my heart
作詞 - 紺野比奈子 / 訳詞 - Jenya / 作曲・編曲 - 松本慎一郎 / 歌唱 - Jenya
大正×対称アリス HEADS & TAILS
鏡の国のシンフォニー
作詞 - 藤里くるみ / 作曲・編曲 - 松本慎一郎 / 歌唱 - 綾野えいり

## 関連商品

### CD
キャラクターソング
ほかにミニドラマが収録されている。
- 大正×対称アリス キャラクターソングシリーズvol.1『シンデレラ』
- 大正×対称アリス キャラクターソングシリーズvol.2『赤ずきん』
- 大正×対称アリス キャラクターソングシリーズvol.3『かぐや』
- 大正×対称アリス キャラクターソングシリーズvol.4『グレーテル』
- 大正×対称アリス キャラクターソングシリーズvol.5『白雪』
- 大正×対称アリス キャラクターソングシリーズvol.6『魔法使い』
- 大正×対称アリス キャラクターソングシリーズvol.7『アリス』

デュエットソング
ほかにミニドラマが収録されている。
- 大正×対称アリス デュエットソングシリーズ vol.1 オオカミ&赤ずきん
- 大正×対称アリス デュエットソングシリーズ vol.2 猟師&白雪

サウンドトラック
- 大正×対称アリス オリジナルサウンドトラック 鏡の国のシンフォニー

### 書籍
- 大正×対称アリス 公式ビジュアルブック
- 大正×対称アリス HEADS & TAILS 公式ビジュアルブック